# 斑翅椋鸟
，是雀形目椋鸟科的一种鸟类。

## 特征
斑翅椋鸟体重约47.5克，翼长约105.7毫米，嘴峰长约22.3毫米，喙宽度约6.1毫米，喙厚度约5.8毫米，跗蹠长约22毫米，尾长约56.9毫米。斑翅椋鸟是候鸟，其栖息在半开放的高大树木组成的森林中，食性为草食性。

## 分布
繁殖于北印度和尼泊尔的山麓地带；越冬于缅甸和泰国。